# قطباوات
القطباوات (الاسم العلمي: Tribuloideae)، هي أسرة من النباتات تتبع فصيلة القديسية ضمن رتبة القديسيات.

## الأجناس
- هجليج ألير رافينو دوليل
- كالسترويما جوفاني أنطونيو سكوبولي
- كيليرونيا Schinz
- Neoluederitzia Schinz
- Sisyndite ارنست هاينريش فريدريش ماير ex أوتو فيلهلم سوندر
- Tribulopsis روبرت براون
- حسك كارولوس لينيوس